# Fluminense Football Club
El Fluminense Football Club és un club poliesportiu, destacat en futbol, brasiler de la ciutat de Rio de Janeiro a l'estat de Rio de Janeiro.

## Història

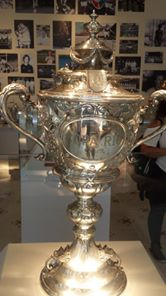
Copa Rio 1952

El club va ser fundat el 21 de juliol de 1902, originàriament com a club de futbol. El fundador del club fou el britànic Oscar Cox, l'introductor del futbol a Rio, que havia jugat a Suïssa. Quan tornà a Rio a l'edat de 22 anys va convèncer alguns companys per fundar el nou club. Cox fou escollit primer president.
El primer partit el disputà el 19 d'octubre contra el Rio Football Club i vencé per 8 a 0. El seu primer campionat carioca el vencé el 1906. De fet, guanyà quatre campionats consecutius fins al 1909.
Una greu crisi soferta el 1911 acabà amb una escissió que portà a la creació de la secció de futbol del Clube de Regatas do Flamengo.
Entre els fets destacats cal esmentar la Copa Olímpica que li atorgà el COI l'any 1949 com a distinció a l'entitat per la seva contribució a l'ideal olímpic.

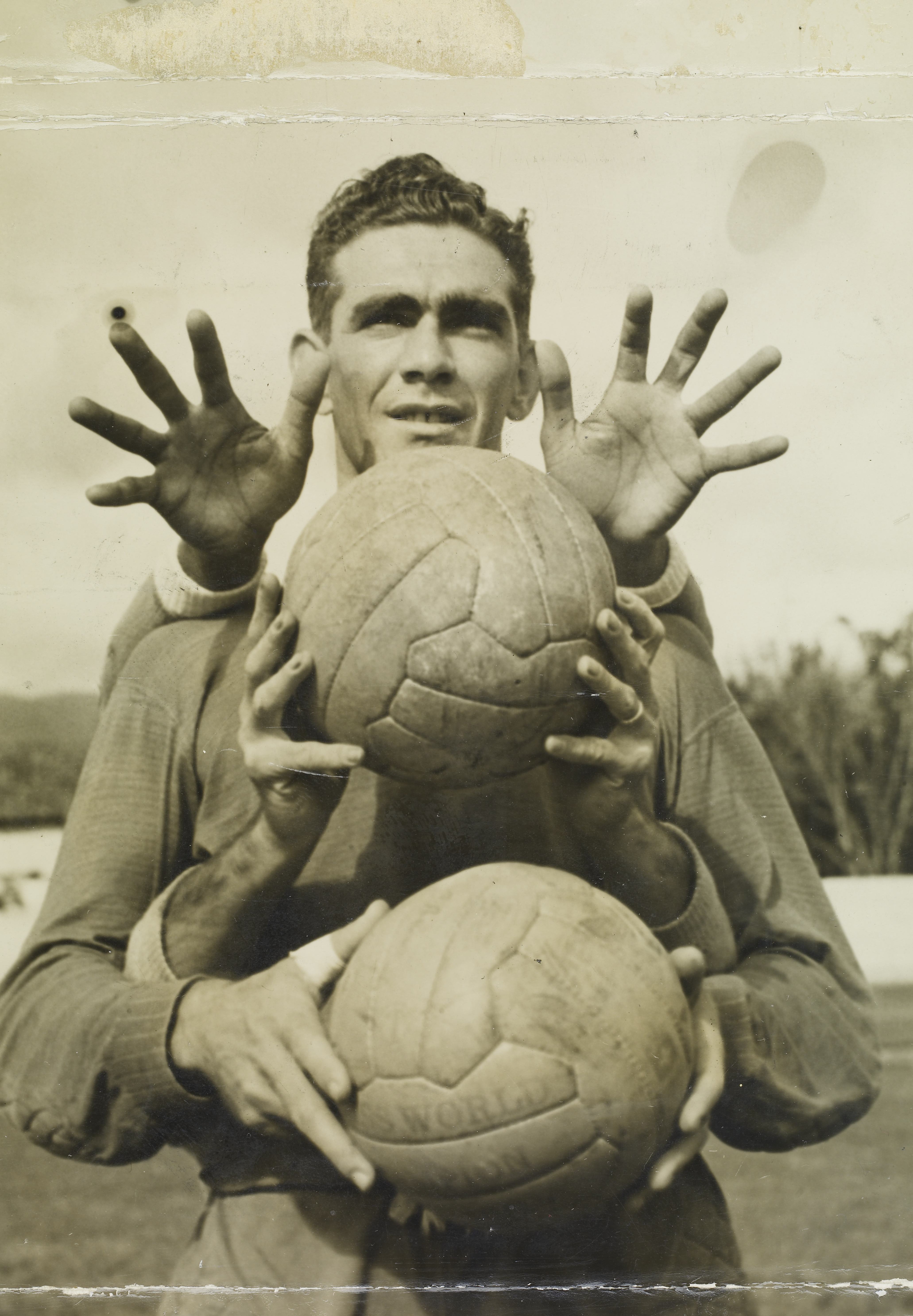
Carlos Castilho, jugador amb més partits en la història del Fluminense

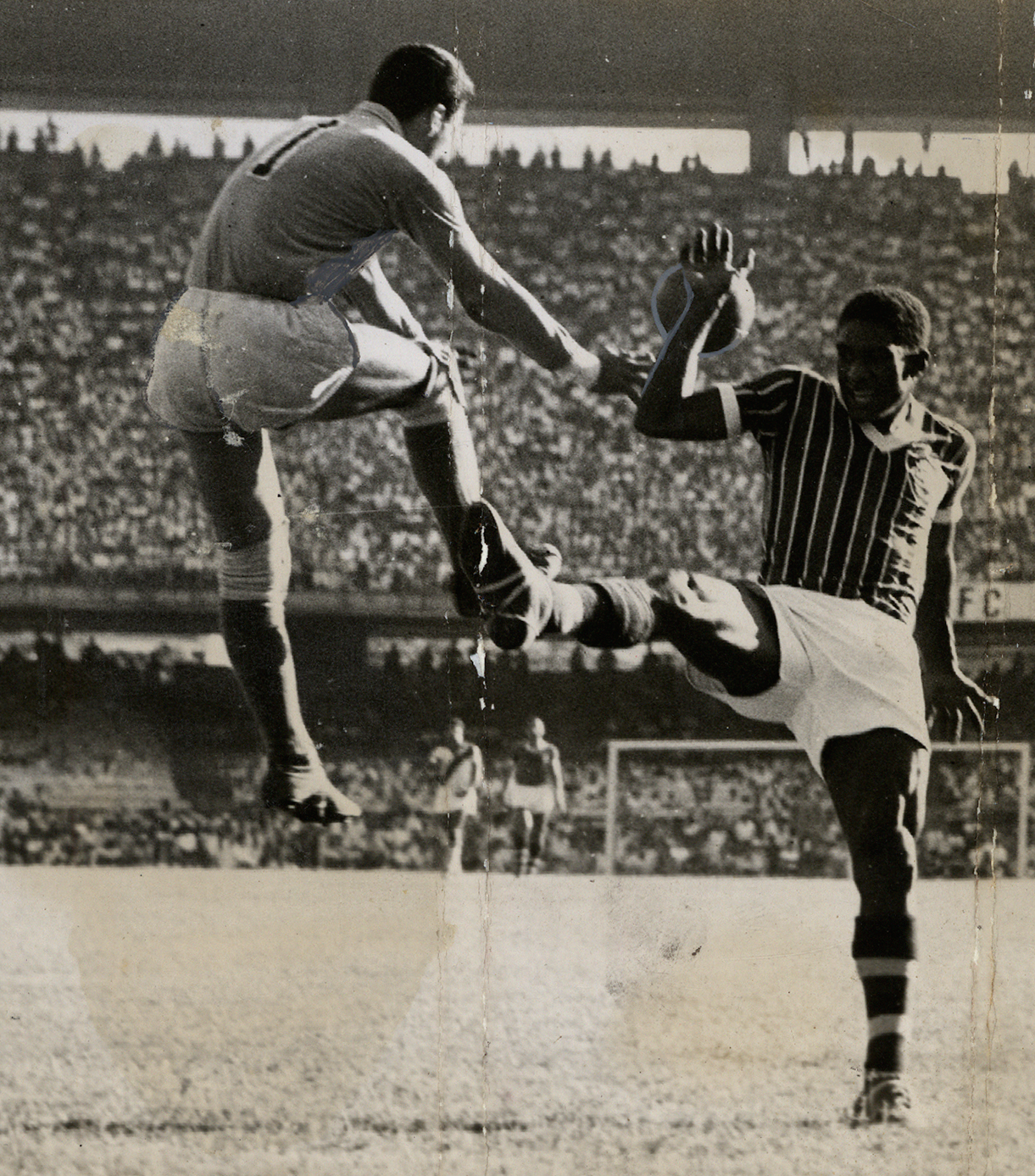
Waldo, màxim golejador de la història del Fluminense

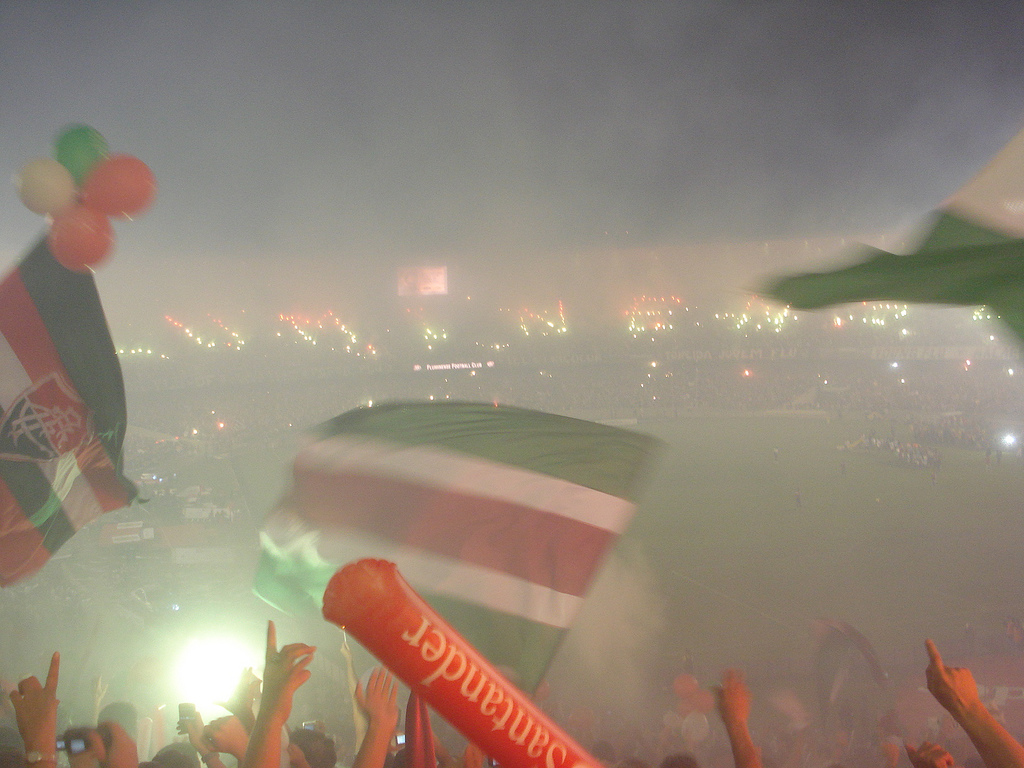
Maracanã a la final de la Copa Libertadores 2008

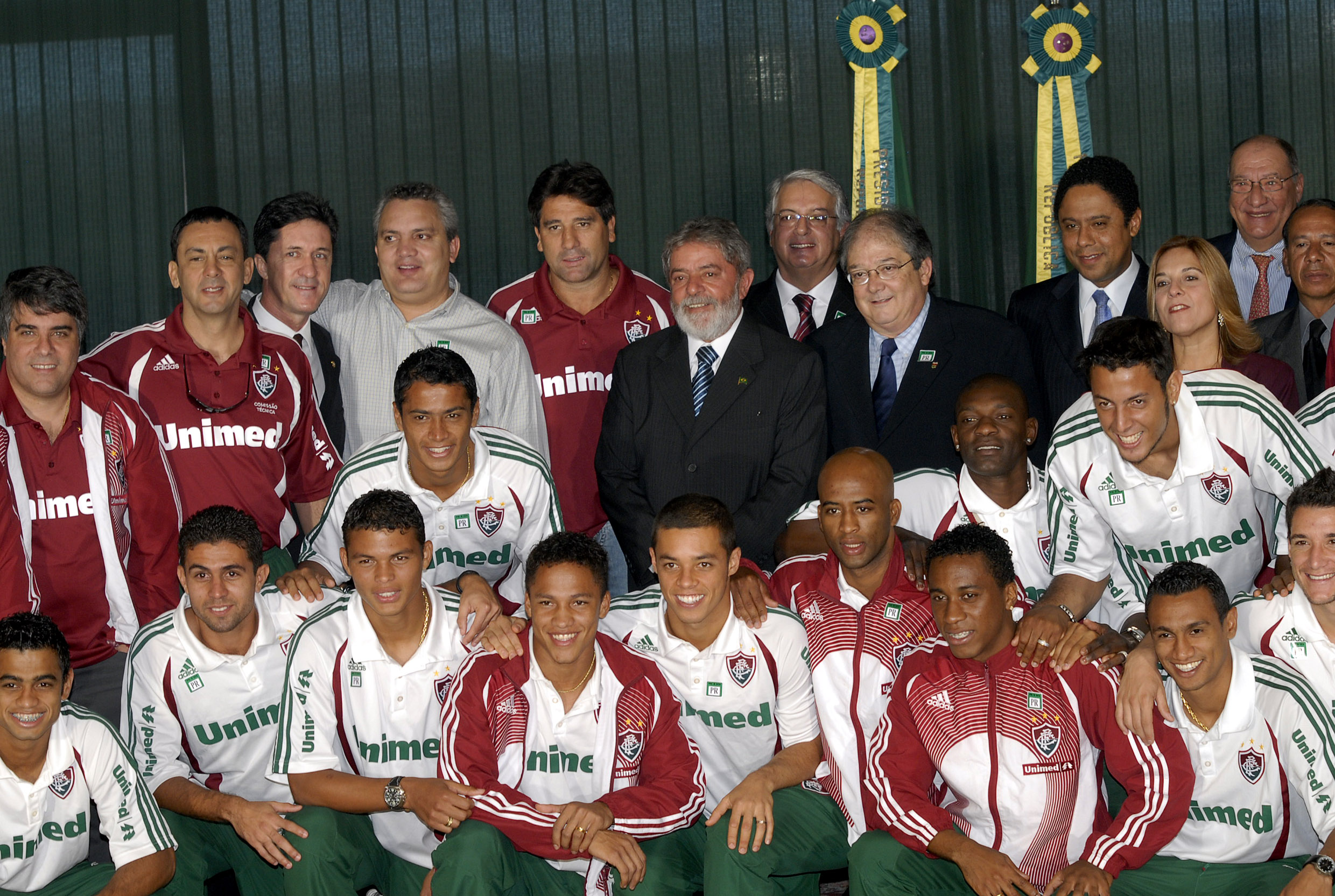
Equip campió de la Copa del Brasil 2007, amb el president de la república Luiz Inácio Lula da Silva.

## Estadi
L'estadi del Fluminense és l'Estadi das Laranjeiras, construït el 1905 i amb una capacitat per a 8.000 espectadors (el 1922, 25.000).
Tots els partits, però, els disputa a l'estadi de Maracanã, amb capacitat per a més de setanta mil persones.

## Entrenadors destacats
- Abel Braga
- Carlos Alberto Parreira
- Charlie Williams
- Fernando Diniz
- Joel Santana
- Luiz Vinhaes
- Mario Zagallo
- Muricy Ramalho
- Ondino Viera
- Renato Gaúcho
- Telê Santana
- Tim
- Zezé Moreira

## Jugadors destacats
| - Abel Braga - Ademir - Adolpho Milman - Altair - Assis - Batatais - Bigode - Belletti - Branco - Carlos Alberto Torres - Carlos Alberto Pintinho - Carlos Castilho - Deco - Deley - Denílson - Darío Conca - Didi - Diego Cavalieri - Dirceu - Edinho - Emerson Sheik - Ézio - Fábio - Félix - Fernando Giudicelli - Fred - Germán Cano - Gérson - Gil - Gum - Henry "Harry" Welfare - Hércules - Jean - Jhon Arias - Lula | - Magno Alves - Marcão - Marcelo - Marco Antônio - Marcos Carneiro de Mendonça - Mariano - Marinho Chagas - Narciso Doval - Nilo - Orlando Pingo de Ouro - Oscar Cox - Paulo César - Paulo Henrique Ganso - Paulo Vítor - Pinheiro - Preguinho - Rafael Sóbis - Renato Gaúcho - Ricardo Gomes - Rivelino - Rodrigues Tatu - Roger Flores - Romário - Romerito - Romeu Pellicciari - Ronaldinho - Rôni - Telê - Tim - Thiago Neves - Thiago Silva - Waldo Machado - Washington - Washington "cor valent" |

## Palmarès
- 1 Copa Libertadores: 2023
- 1 Recopa Sud-americana: 2024
- 1 Copa Internacional de Rio: 1952
- 4 Campionat brasiler de futbol: 1970, 1984, 2010, 2012
- 1 Copa do Brasil: 2007
- 1 Primera Lliga: 2016
- 2 Torneig Rio-São Paulo: 1957, 1960
- 33 Campionat carioca: 1906, 1907, 1908, 1909, 1911, 1917, 1918, 1919, 1924, 1936, 1937, 1938, 1940, 1941, 1946, 1951, 1959, 1964, 1969, 1971, 1973, 1975, 1976, 1980, 1983, 1984, 1985, 1995, 2002, 2005, 2012, 2022, 2023
- 1 Copa Rio: 1998
- 12 Taça Guanabara: 1966, 1969, 1971, 1975, 1983, 1985, 1991, 1993, 2012, 2017, 2022, 2023
- 4 Taça Rio: 1990, 2005, 2018, 2020

Aficionats del Fluminense, a l'estadi Maracanã, el 2023.

- 1 Coupe Olympique: 1949
- 1 Torneig municipal: 1938, 1948
- 1 Torneig extra: 1941
- 1 Torneig obert: 1935